# Sheila Tousey
Sheila May Tousey (Keshena, 4 juni 1959) is een Amerikaanse actrice.

## Biografie
Tousey is van een Indiaanse afkomst en is opgegroeid op een Indianenreservaat. Zij heeft gestudeerd aan de University of New Mexico in Albuquerque waar zij aanvankelijk recht wilde studeren, later veranderde zij haar keuze in Engels en nam ook theaterlessen. Na het halen van haar diploma ging zij acteren leren aan de New York-universiteit.

## Filmografie

### Films
- 2005 Johnny Tootall – als Agnes
- 2004 A Thief of Time – als Emma Leaphorn
- 2003 Coyote Waits – als Emma Leaphorn
- 2003 Dreamkeeper – als Janine
- 2003 Backroads – als Grace Nelson
- 2002 Skinwalkers – als Emma Leaphorn
- 2001 Christmas in the Clouds – als Mary
- 1999 Wildflowers – als Martha
- 1999 Ravenous – als Martha
- 1997 Sparkler – als Hurricane
- 1997 All the Winters That Have Been – als Irene
- 1997 Song of Hiawatha – als Nokomis
- 1996 Grand Avenue – als Mollie
- 1995 Lord of illusions – als Jennifer Desiderio
- 1993 Slaughter of the Innocents – als agente Lemar
- 1993 Silent Tongue – als Awbonnie / geest
- 1993 Living and Working in Space: The Countdown Has Begun – als Annie
- 1993 Medicine River – als Louise Heavyman
- 1992 Thunderheart – als Maggie Eagle Bear

### Televisieseries
Uitgezonderd eenmalige gastrollen.
- 2005 Into the West – als oudere Thunderheart vrouw – 3 afl.
- 2003 – 2004 Law & Order: Special Victims Unit – als rechter Danielle Larsen – 10 afl.

- Bibliothèque nationale de France: cb142339137 (data)
- International Standard Name Identifier: 0000 0000 4607 5594
- Library of Congress Control Number: no2003023114
- Virtual International Authority File: 29215514